# تشوه المرئيات الوجهي
تشوه المرئيات الوجهي هو اضطراب بصري يتميز بتغير إدراك الوجوه. تتشوه ملامح الوجه بطرق متنوعة مثل التدلي والتورم وتغير اللون وتغير الوضعية. يختلف تشوه المرئيات الوجهي عن عمه تعرف الوجوه والذي يتميز بعدم القدرة على التعرف على الوجوه. أُبلغ عن أقل من 30 حالة من تشوه المرئيات الوجهي في المؤلفات الطبية، لذلك يبدو أن المرض نادر. في غالبية الحالات التي أُبلغ عنها، انحصر التشوه في جهة واحدة من الوجه (يسار أو يمين) وتدعى هذه الحالة تشوه المرئيات الوجهي النصفي.

## التظاهرات
في العموم، تميل الوجوه إلى أن تبدو مشوهة في نظر الشخص المصاب بهذا المرض. يتمتع المصابون بهذا المرض بالقدرة على تميز الوجوه تمييزًا طبيعيًا ولكنهم يرونها مشوهة بصورة غريبة. توصف هذه الهلوسات الوجهية بالقبح عادةً، وببروز العينين والأسنان. وصف بعض المرضى الوجوه بأنها ذات جودة شبيهة بأفلام الرسوم المتحركة. تبين أن الوجوه تبدو منحرفة ويتغير موضع ملامحها. على سبيل المثال، وصف أحد المرضى وجه شخص بأن أنفه منحرف إلى الجانب وفمه مائل وأحد حاجبيه أعلى من الآخر. قد يشمل تشوه المرئيات الوجهي إدراك الوجه بأكمله أو إدراك جانب واحد منه فقط (وذلك بعد أذية نصف الدماغ الأيمن عادةً).

## الأسباب
ما يزال السبب الأكيد لتشوه المرئيات الوجهي غير معروف نسبيًا. لكن، ذُكرت عدة نظريات محتملة في المؤلفات الخاصة بهذا المجال. في العموم، رُبطت هذه الحالة بوجود أذية أو شذوذ في عدة مناطق دماغية (الفصوص الصدغي، والقذالي، وجداري، والجبهي). سُجل تطور تشوه المرئيات الوجهي على شكل تجلٍ للصرع في بعض الحالات. قد يكون فرط نشاط المناطق المركزية أو المنتشرة من الوجه (دون آفات) ذي صلة بالسبب.
حددت دراسات التصوير الوظيفي لدى البشر منطقة ضمن التلفيف المغزلي تتنشط انتقائيًا عبر التحريض عند رؤية الوجوه، تدعى باحة الوجه المغزلي (إف إف أيه). يعد التلم الصدغي العلوي (إس تي إس) أيضًا إحدى المناطق التي تتنشط عند التحريض الوجهي. تتنشط هذه المنطقة على وجه الخصوص عند معالجة التعابير الوجهية، وخاصة الميزات التعبيرية المرتبطة بالعينين. بالتالي، اقتُرح أن بروز العينين (والذي يُعتبر سمة نموذجية في إدراك الوجه) بين التشوهات المسجلة يتوافق أكثر مع زيادة النشاط (الذي يسبب تمثيلًا زائدًا للعينين) في التلم الصدغي العلوي أكثر من باحة الوجه المغزلي.
رغم ذلك، وجدت دراسات أخرى أن تحفيز باحتي الوجه الخلفية والمغزلية الوسطى الانتقائيتين لدى المرضى المصابين بالصرع المعند على الأدوية أدى إلى إدراك مشابه لتشوه المرئيات الوجهية (ذكر المريض أن وجه المختبِر بدأ بالتدلي). وجدت هذه الدراسة أن التشوهات المدركة ارتبطت بتغيرات الإشارة في باحة الوجه المغزلي والتلم الصدغي العلوي لدى المريض. 